# Мурадов, Татам Алиевич
Татам Алиевич Мурадов (16 марта 1902, с. Нижний Дженгутай, Дагестанская область, Российская империя — 31 мая 1958, Махачкала, Дагестанская АССР, РСФСР, СССР) — дагестанский советский певец и композитор, «Отец дагестанской музыки», по национальности — кумык. Именем Татама Мурадова названа Дагестанская государственная филармония. Первый заслуженный деятель искусств Дагестанской автономной республики.

## Биография
Родился в крестьянской семье.
с 1916 года служил в 1-м Дагестанском конном полку, занимаясь с капельмейстером освоил духовые инструменты.
В 1924 году переезжает в Махачкалу и возглавляет коллектив художественной самодеятельности фабрики им. Интернационала. Написал три пьесы на сюжеты местной жизни. Создатель (1925) и многолетний руководитель национального ансамбля песни и танца Дагестана. В 1936 году получает звание заслуженного деятеля искусств Дагестанской АССР (в 1937 году звание было снято, но в 1941 — присвоено вновь).
В 1938 году выступил основателем Хора Даградиокомитета (ныне — Государственный хор республики Дагестан), с 1940 по 1946 годы — дирижёр оркестра.
С июля 1956 года работал в Доме народного творчества.

## Творчество

### Песни
- «Дагестан» на слова А. Аджаматова,
- «Кара-гез» на слова А. Аджиева

## Семья
Дочь — актриса Саният Мурадова (1924—1992)
племянница — певица Барият Мурадова (1914—2001)